# Acta Botanica Venezuelica
Acta Botanica Venezuelica es una revista venezolana publicada por el Instituto Botánico de Venezuela Dr. Tobías Lasser (FIBV). La revista circula desde el año de 1965 y fue creada por la iniciativa de su fundador el Dr. Tobías Lasser, tiene como objetivo la publicación de resultados de investigaciones realizadas en el país y la región además que estén relacionadas con la flora y la vegetación de Venezuela.
La revista se edita semestralmente y presenta una distribución nacional e internacional. Se publican en ella artículos en los idiomas Español, Inglés y  portugués. Acta Botánica Venezuelica está incluida en los índices internacionales Biological Abstracts, CAB Abstracts y Ecology Abstracts desde la década de los noventa.